# Политическая реклама
Полити́ческая рекла́ма — вид рекламы, нацеленный на изменение политического поведения общества или его части в условиях политического выбора. Представляет собой комплекс мероприятий и методов представления и продвижения политических объединений, сил, идей и практик, которые ориентированы на изменение политических настроений в обществе и на достижение отдельных целей, касающихся политики.

## Ключевые особенности
Политическая реклама не относится к коммерческой, поскольку она не направлена на получение прибыли от продажи товаров или услуг. Это роднит политическую рекламу с социальной рекламой, а также другими видами некоммерческой рекламы.
Цель политической рекламы — изменение отношения к объекту рекламы и соответствующие изменения в политическом поведении общества или его отдельных групп.
Объектом политической рекламы выступает так называемый политический продукт, к которому можно отнести:
- политическую партию или движение;
- идеи;
- отдельные инициативы;
- политический деятель;
- политические проекты;
- политические практики.

В связи с этим политическую рекламу можно классифицировать по ее объекту на рекламу политической организации, политического деятеля или политического проекта.
Целевой аудиторией политической рекламы, как правило, являются многочисленные группы людей, объединенных по социальному статусу. Аудитория в данном случае — это совокупность участников политического процесса, которые обладают правом политического выбора, придерживающиеся тех или иных политических взглядов.
Ключевой характеристикой политической рекламы является ее максимально определенная и четкая целевая направленность, а также использование агрессивного эмоционального воздействия.
Политическая реклама обладает широкими возможностями по воздействию на массовое сознание благодаря таким характеристикам, как массовость, эмоциональность, лаконизм и комплексное влияние с применением различных каналов коммуникации.
К функциям политической рекламы относятся:
- коммуникационная;
- информационная;
- идеологическая.

## История
В современном понимании политическая реклама возникла в начале XX века в Европе и Северной Америке, но первые проторекламные политические объявления были опубликованы в Древней Греции.
Эти объявления носили устную форму и были нацелены на предоставление гражданам выбора, а также на продвижение политического деятеля среди избирателей. В этой рекламе обычно принижались достижения и возможности конкурентов того или иного политического деятеля, при этом сам объект рекламы позиционировался как умный, богатый и красноречивый.
Кроме того, политическая реклама имела и визуальную форму — портреты и скульптуры правителей с монументальными надписями и посвящениями.
В Средние века политическая реклама носила форму пересказа распоряжений правителя, а также словами в его поддержку.
В России политическая реклама как форма продвижения политических идей возникла в 1910-1920-е годы, когда по радио звучали речи В. И. Ленина в защиту коммунистических и социалистических идей. Политическая радиореклама в современном ее понимании в России появилась только в начале 1990-х годов, когда был провозглашен демократический строй с многопартийной системой. Повышение политической конкуренции определило необходимость политической рекламы.

## Критика
Политическую рекламу критикуют прежде всего за несоблюдение этических стандартов при продвижении одного политического деятеля через указание на недостатки его конкурентов. Предвыборные рекламные кампании оцениваются избирателями преимущественно негативно из-за «злобных атак» на противников, которые сопровождаются подобными атаками от оппонентов. Негативная реклама также провоцирует недовольство людей политикой и политиками.
Создатели политической рекламы также часто обвиняются в неэтичных практиках: подлоге фактов, монтаже интервью с избирателями, искажающем информацию.

## В популярной культуре
Политическая реклама является достаточно популярным объектом массовой культуры, наиболее востребованной тематикой становится предвыборная реклама. Она стала темой российских «фарс-мажорных» комедий «День выборов» и «День выборов 2», снятых коллективом «Квартет И». В фильмах в сатирическом ключе описывается кампания для «технического кандидата» на губернаторских выборах в одной из областей Поволжья. Приключения «агитационной команды» «Как бы радио» сопровождаются комическими ситуациями.